# Cymodoce uncinata
Cymodoce uncinata är en kräftdjursart som beskrevs av Stebbing 1902. Cymodoce uncinata ingår i släktet Cymodoce och familjen klotkräftor. Inga underarter finns listade i Catalogue of Life.